# DOPE 麻藥取締部特搜課
《DOPE 麻藥取締部特搜課》是日本作家木崎千秋所著的懸疑小說。
2022年8月24日發行單行本，2025年5月23日發行文庫本。
2025年7月，TBS電視台改編成連續劇。

## 出版書籍

### 日本
- 木崎千秋（日语：木崎ちあき）『DOPE 麻藥取締部特搜課』
  - 單行本：2022年8月24日、KADOKAWA、ISBN 978-4-04-736876-7
  - 文庫本：2025年5月23日、角川文庫、ISBN 978-4-04-116248-4

### 台灣
- 木崎千秋 / 尾方富生（插畫）『DOPE 緝毒部特別搜查課』
  - 2025年7月16日、台灣角川、ISBN 978-626-435005-1

## 電視劇
《DOPE 麻藥取締部特搜課》是TBS電視台於2025年7月4日起播出的週五連續劇，由高橋海人與中村倫也雙主演。

### 登場人物

#### 主要人物
- 才木優人〈24〉：高橋海人

麻藥取締部特殊搜查課麻藥取締官。原是隸屬於麻藥取締部搜查第二課的搜查官。特異能力是預知未來。
- 陣內鐵平〈36〉：中村倫也

麻藥取締部特殊搜查課麻藥取締官兼優人的教育指導者。畢業於東大。特異能力是超視力。

#### 麻藥取締部特殊搜查課
- 綿貫光〈29〉：新木優子[2]

麻藥取締官。曾是SAT隊員。特異能力是腕力。
- 葛城康介〈50〉：三浦誠己[3]

課長。特異能力是聽力。
- 柴原拓海〈27〉：豐田裕大[3]

麻藥取締官。特搜課的氣氛製造者。特異能力是嗅覺。
- 山田Nicolas〈35〉：費南德茲直行

潛入搜查官。能說西班牙語。特異能力是觸覺。
- 棗依央利〈32〉：熊井啓太

情報分析官。特異能力是記憶力。

#### 警視廳搜查一課
- 戶倉俊仁〈36〉：小池徹平[4]

鐵平的好友。階級為巡查部長。
- 椿誠司〈43〉：忍成修吾[4]

管理官。認為特搜課的成員很礙事。

#### 新宿中央署
- 本鄉壯一〈36〉：佐野和真[4]

強行犯係的係長。曾隸屬於SAT。

#### 才木家
- 才木結衣〈17〉：蒼戶虹子[4]

優人的妹妹。高中生。自小罹患不明原因的疾病，定期去醫院檢查。
- 才木美和子〈52〉：真飛聖[4]

優人的母親。丈夫過世後，一手把兒女拉拔長大。現在為了DOPE的成癮治療住在戒治機構「RCDA」。特異能力是治癒，為了防止意外使用特異能力，而右手戴著手套。

#### 犯罪組織・白鴉
- Jiu（ジウ）：井浦新[5]

白鴉的首領、神秘男子。會以外送員等各種身分與鐵平接觸、協助。
- 泉Luka（泉ルカ）〈24〉：久間田琳加[3]

原隸屬於特搜課，離開後行蹤不明，為了某個目的出現在特搜課成員周圍的充滿謎團的女子。

#### 其他人物
- 陣内香織〈31〉：入山法子[4]

鐵平的妻子。自由記者。曾是大型報社「東城新聞」社會部的記者，也負責警視廳的新聞。7年前懷有身孕時在自家被人殺害。
- 山口始〈42〉：伊藤淳史[3]

特搜課的創始人。現任厚生勞動審議官。第1集中為了保護優人被殺害身亡。
- 葛城莉子：平澤宏宏路

康介的女兒。

### 製作團隊
- 原作：木崎千秋（日语：木崎ちあき）『DOPE 麻藥取締部特搜課』系列（角川文庫 / KADOKAWA刊）
- 劇本：田中真一（日语：田中眞一）
- 旁白：中村悠一[6]
- 配樂：內澤崇仁（日语：内澤崇仁）[7]
- 主題曲：Uru「Never ends」（Sony Music Labels）[8]
- 插曲：King & Prince「I Know」（UNIVERSAL MUSIC）[9]
- 導演：鈴木浩介、古林淳太郎、杉原輝昭（日语：杉原輝昭）
- 製作人：長谷川晴彥（日语：長谷川晴彦 (映画プロデューサー)）、佐藤敦司
- 編成：杉田彩佳、松本友香
- 製作：TBS SPARKLE、TBS電視台

### 播出日程
| 集數                                                       | 播出日期 | 副標題 | 導演       | 收視率 |
| ---------------------------------------------------------- | -------- | ------ | ---------- | ------ |
| CASE 1                                                     | 7月04日  |        | 鈴木浩介   | 6.0%   |
| CASE 2                                                     | 7月11日  |        | 鈴木浩介   | 4.6%   |
| CASE 3                                                     | 7月18日  |        | 古林淳太郎 | 4.1%   |
| CASE 4                                                     | 7月25日  |        | 古林淳太郎 | 4.7%   |
| CASE 5                                                     | 8月01日  |        | 鈴木浩介   | 4.5%   |
| CASE 6                                                     | 8月08日  |        | 古林淳太郎 | 4.2%   |
| CASE 7                                                     | 8月15日  |        | 鈴木浩介   | 4.2%   |
| （收視率由Video Research調查關東地區、家戶的即時統計資料） |          |        |            |        |

## 外部連結
- DOPE 麻薬取締部特捜課－KADOKAWA（日語）
- DOPE 緝毒部特別搜查課－台灣角川（繁體中文）
- 電視劇官方網站－TBS電視台（日語）
  - 電視劇的X（前Twitter）（日語）
  - 電視劇的Instagram帳戶
  - 電視劇的TikTok

| 日本 TBS電視台 週五連續劇         | 日本 TBS電視台 週五連續劇                | 日本 TBS電視台 週五連續劇 |
| --------------------------------- | ---------------------------------------- | ------------------------- |
|                                   | DOPE 麻藥取締部特搜課 （2025年7月4日－） |                           |
| IGNITE （2025年4月18日－6月27日） | Fake Mommy （2025年10月－）              |                           |